# San Nicola Manfredi
San Nicola Manfredi är en ort och kommun i provinsen Benevento i regionen Kampanien i Italien. Kommunen hade 3 702 invånare (2017).